# Aries (album)
Aries è un album degli Aries pubblicato nel 2005.

## Tracce
1. Morning Song – 7:10
2. Coming Back to Life – 4:46
3. The Eye of the Storm – 12:56
4. It Struck Me Every Day – 4:02
5. Crossing the Bar – 5:45
6. When Night Is Almost Done – 16:53